# Chaoswave
I Chaoswave furono un gruppo musicale Italo-danese Progressive/Groove metal fondato dall'ex chitarrista dei Sinphonia Henrik Rangstrup, nel 2003

## Formazione
- Giorgia Fadda - voce
- Fabio Carta - voce
- Michele Mura - basso
- Raphael Saini - batteria

membri precedenti
- Henrik Rangstrup - chitarra
- Marco Angioni - basso

## Discography

### Album
- 2004 - Chaoswave (CDr, STD Underground Distribution)
- 2006 - The White Noise Within (CD, DVS Records)
- 2008 - Dead Eye Dreaming (CD, Silverwolf Productions)

### Compilazioni
- 2006 - Metallian Sampler N°40 - con il brano indifferent (CD, Metallian Editions - In allegato alla rivista francese omonima)[2]
- 2008 - A World Of Sirens - con il brano Rise (CD, Sonic Cathedral)
- 2009 - Hard Rock Sampler 18 - con il brano 10 Years Of Denial (CD, Hard Rock - In allegato alla rivista francese omonima)[3]